# ويليام تشارلز فيتزجيرالد
ويليام تشارلز فيتزجيرالد (بالإنجليزية: William Charles Fitzgerald)‏ هو ضابط أمريكي، ولد في 28 يناير 1938 في مونبلييه في الولايات المتحدة، وتوفي في 7 أغسطس 1967 في فيتنام.